# Park Slope
Park Slope es un vecindario en el noroeste de Brooklyn, Nueva York, dentro del área que alguna vez se conoció como South Brooklyn. Park Slope está delimitado aproximadamente por Prospect Park y Prospect Park West al este, Fourth Avenue al oeste, Flatbush Avenue al norte y Prospect Expressway al sur. Por lo general, la sección desde Flatbush Avenue hasta Garfield Place (las "calles con nombre") se considera North Slope (la "pendiente norte"), la sección de la 1ª a la 9ª calle se considera Center Slope (la "pendiente central") y al sur de la calle 10, South Park Slope (la "pendiente sur "). El vecindario toma su nombre de su ubicación en la ladera occidental del vecino Prospect Park. La Quinta Avenida y la Séptima Avenida son sus principales calles comerciales, mientras que sus calles laterales este-oeste están bordeadas de casas de piedra rojiza (brownstone) y edificios de apartamentos.
Park Slope fue colonizada por los lenape antes de la llegada de los europeos en el siglo XVII. El área estuvo ocupadav principalmente por granjas y bosques hasta principios del siglo XIX, cuando la tierra se subdividió en parcelas rectangulares. La sección occidental del barrio fue ocupada a mediados del siglo XIX, estando ubicada cerca del canal Gowanus y los transbordadores. Después de la finalización de Prospect Park, se desarrollaron numerosas mansiones y casas en hilera en la sección este de Park Slope en la década de 1880. Park Slope enfrentó un declive social y de infraestructura a mediados del siglo XX, pero el parque de edificios se renovó después de que el área se aburguesó a partir de la década de 1960. Gran parte del vecindario está incluido en el Distrito Histórico de Park Slope, que se compone de un Distrito Histórico Nacional y un Distrito Histórico de Nueva York.
Park Slope cuenta con edificios históricos, restaurantes, bares y tiendas de primera categoría, así como la proximidad a Prospect Park, la Academia de Música de Brooklyn, el Jardín botánico de Brooklyn, el Museo de Brooklyn, el Conservatorio de Música de Brooklyn y la Biblioteca Central y Sucursales de Park Slope de la Biblioteca Pública de Brooklyn. El vecindario tenía una población de unas 62 200 personas según el censo de 2000. Park Slope generalmente está clasificado como uno de los vecindarios más deseables de Nueva York.
Park Slope es parte del Distrito 6 de la comunidad de Brooklyn, y sus códigos postales principales son 11215 y 11217. Está patrullado por el Distrito 78 del Departamento de Policía de la Ciudad de Nueva York. Políticamente, está representado por los distritos 33 y 39 del Ayuntamiento de Nueva York.

## Historia

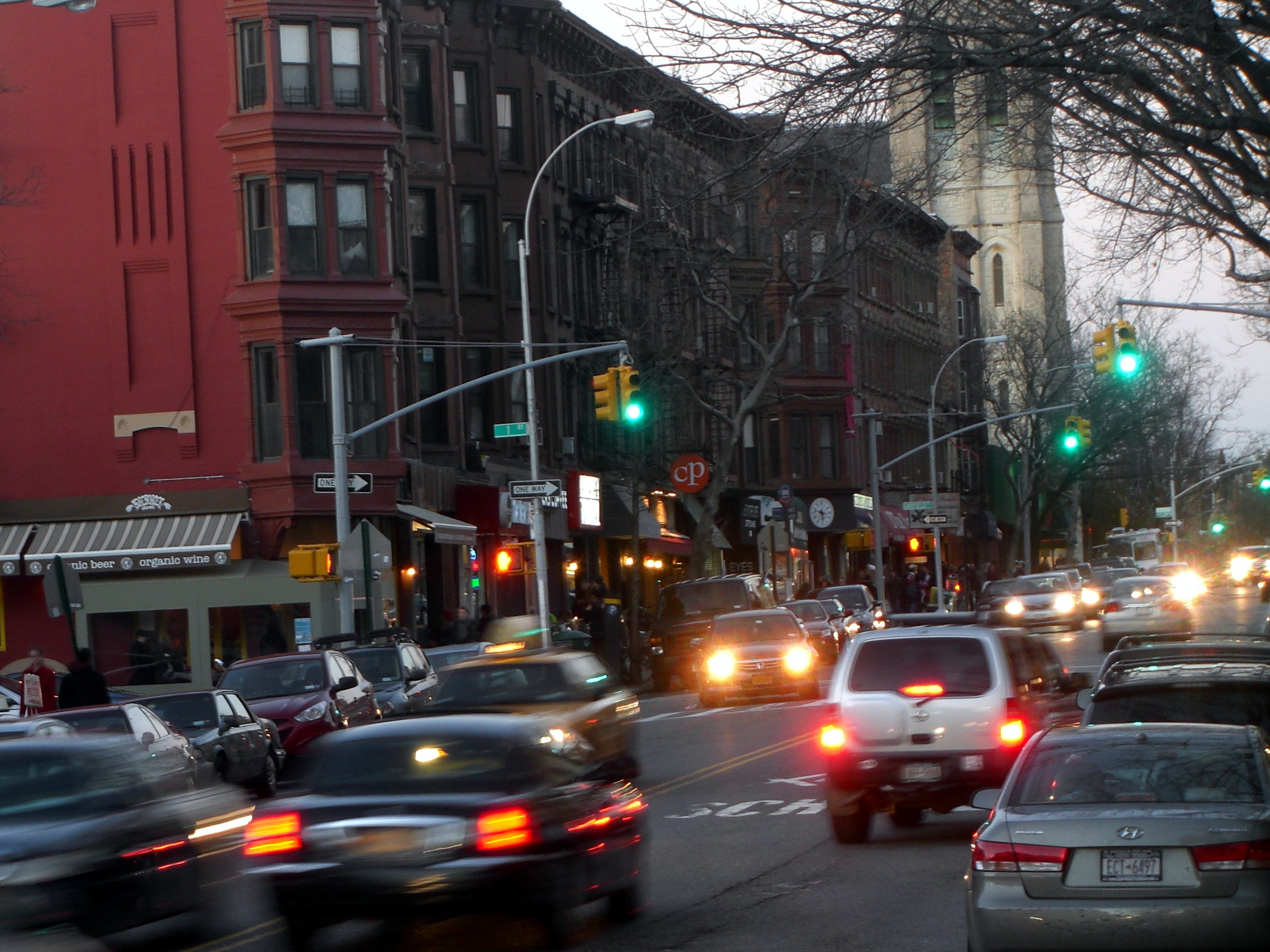
Séptima Avenida en Park Slope

### Liquidación anticipada
Aunque el Brooklyn moderno es coextensivo con el condado de Kings, no siempre fue así. El sur de Brooklyn, un área en el centro del condado de Kings que se extiende hasta la antigua línea de la ciudad de Brooklyn cerca de la frontera sur del cementerio Green-Wood, fue originalmente poblada por los indios canarsee, uno de los varios pueblos indígenas Lenape que cultivaban y cazaban en la tierra. Los Lenape vivían típicamente en wigwams y tenían comunidades de pesca y caza más grandes cerca de sitios de agua dulce en tierras más altas. Varias carreteras de Lenape atravesaban el paisaje y más tarde los colonos holandeses del siglo XVII las ampliaron para convertirlas en "vías de transbordador", ya que se utilizaban para proporcionar transporte a la costa. Uno era Flatbush Road, que corría aproximadamente de norte a sur al este del camino de la actual Flatbush Avenue. Justo al norte de la actual Park Slope estaba Jamaica Road, que se dirigía al este de Jamaica, Queens, en lo que ahora es el camino de Fulton Street.
El primer asentamiento europeo ocurrió en 1637-1639 cuando Willem Kieft, director de la Compañía Neerlandesa de las Indias Occidentales, compró casi todas las tierras en lo que ahora es Brooklyn y Queens. : 43–44  El área fue utilizada como tierra de cultivo durante los siguientes dos siglos. 
Durante la Guerra de Independencia de los Estados Unidos, el 27 de agosto de 1776, el área de Park Slope sirvió como telón de fondo para el comienzo de la Batalla de Long Island. En esta batalla, más de 10 000 soldados británicos y mercenarios de Hesse derrotaron a las fuerzas estadounidenses en número, lo que resultó en la ocupación británica de Long Island y Staten Island. El sitio de la Batalla de Pass ahora se conserva en Prospect Park, mientras que en la Quinta Avenida, hay una reconstrucción de Old Stone House, una granja donde un contracargo cubría la retirada estadounidense.

### sigloXIX

#### Desarrollos iniciales
El tránsito desde Park Slope mejoró a principios del siglo XIX. La Brooklyn, Jamaica y Flatbush Turnpike Company se incorporó en 1809 para ampliar las carreteras de ferry de Flatbush y Jamaica, antes del establecimiento del Ferry de Fulton a Manhattan en 1814. Posteriormente, las diligencias comenzaron a circular en Flatbush Road en 1830, con el servicio de ómnibus cuatro años más tarde.  La tierra que comprende lo que hoy es Park Slope todavía estaba en su mayor parte sin urbanizar c. 1810. Había un par de casas en Prospect Hill y sus alrededores, una taberna y un centro turístico; la sección de Flatbush Road hasta el actual Prospect Park contenía estanques de agua estancada, lo que causaba fiebres y otras enfermedades. : 135  Poco después, la tierra se dividió en parcelas rectangulares, que fueron compradas por numerosas personas y cultivadas como tierras de cultivo. Como en el resto del condado de Kings, las tierras de cultivo probablemente dependían del trabajo esclavo. : 81 
Las parcelas agrícolas se dividieron aún más en el siglo XIX, lo que permitió el desarrollo de lotes urbanos más pequeños. Después de que Brooklyn se incorporó como ciudad en 1834, se ideó el Plan de Comisionados de 1839, un plan de calles que se extendía hasta el sur de Brooklyn. Park Slope se encontraba originalmente en la sección norte de la Octava Ward, que en ese momento era menos poblado de la ciudad de barrio.
El ferrocarril de Brooklyn y Jamaica comenzó a funcionar en Atlantic Avenue, al norte de Park Slope, en 1836. La presencia del ferrocarril no aceleró la lenta tasa de crecimiento residencial en el sur de Brooklyn porque las locomotoras brindaban un servicio lento e ineficiente.  Las compañías de vagones tirados por caballos proporcionaron competencia al ferrocarril: el primero, el Brooklyn City Railroad, se fundó en 1853. : 25  Se fundaron otras rutas de tranvías, incluida una línea en Flatbush Avenue en 1875, así como las líneas Fifth Avenue y Ninth Avenue de Atlantic Avenue Company, la última de las cuales sirvió directamente al Eighth Ward. 

#### Prospect Park y mayor desarrollo
Los primeros planes para desarrollar el Park Slope de hoy en día surgieron en 1847 cuando el coronel Daniel Richards solicitó permiso al Consejo Común de Brooklyn para desarrollar las calles del Octavo Distrito. Richards también propuso la renovación del cercano arroyo Gowanus en un canal, incluido el drenaje de las marismas en su cuenca. Entre 1849 y 1860, bajo un decreto de la Legislatura de Nueva York, se profundizó el arroyo Gowanus. Simultáneamente, un abogado local y constructor de ferrocarriles llamado Edwin Clarke Litchfield (1815-1885) compró grandes extensiones de lo que entonces eran tierras de cultivo, erigiendo su Litchfield Villa en el lado este del vecindario en 1857. Durante la Guerra de Secesión, Litchfield vendió gran parte de su terreno a desarrolladores residenciales.
El desarrollo aumentó con la planificación y creación de Prospect Park, justo al este del actual Park Slope. En febrero de 1860, un grupo de quince comisionados había presentado sugerencias para la ubicación de cuatro parques grandes y tres parques pequeños en Brooklyn. El más grande de estos parques propuestos era de 1,3 km² parcela al este de la Novena y Décima Avenida en el Octavo Distrito. Después de que se detuviera el trabajo durante la Guerra de Secesión, se cambiaron los límites del parque propuesto, cambiando los límites ligeramente al oeste y al sur. En 1868, la ciudad de Brooklyn compró su propiedad y la propiedad contigua para completar West Drive y la parte sur de Long Meadow en Prospect Park, por el entonces exorbitante precio de 1,7 millones de dólares (33 millones en 2019).  El Park Slope de hoy en día se dividió en el distrito 22 de la ciudad el mismo año.
A fines de la década de 1870, con los vagones tirados por caballos que corrían hacia el parque y el ferry, atrayendo a muchos neoyorquinos ricos en el proceso,la expansión urbana transformó dramáticamente el vecindario en un suburbio de tranvías. La apertura del Puente de Brooklyn en 1883 condujo a un mayor desarrollo en la ciudad de Brooklyn. El ferrocarril elevado Brooklyn Union extendió su línea elevada de la Quinta Avenida hasta el sur de Brooklyn seis años después. Durante la década de 1890, la Brooklyn Rapid Transit Company agregó líneas de tranvías eléctricos o convirtió las antiguas líneas de diligencias en servicio eléctrico.

#### Barrio residencial exclusivo
Muchas de las grandes mansiones victorianas en Prospect Park West, conocidas como Gold Coast, se construyeron en las décadas de 1880 y 1890 para aprovechar las vistas del parque. Los primeros nombres coloquiales para el vecindario incluían "Prospect Heights" (luego aplicado al vecindario al norte de Prospect Park), "Prospect Hill" y "Park Hill Side", antes de que los residentes se establecieran en Park Slope. En 1883, con la apertura del Puente de Brooklyn, Park Slope continuó en auge y las estructuras de ladrillo y piedra rojiza posteriores empujaron las fronteras del vecindario más lejos. El censo de 1890 mostró que Park Slope era la comunidad más rica de Estados Unidos. Los agentes inmobiliarios y los miembros de la comunidad vieron una conexión clara entre el entorno bucólico de Park Slope y la comodidad de vivir allí. Como escribió el New York Tribune en 1899, "La naturaleza colocó el parque donde está, y el hombre ha embellecido su trabajo al diseñar grandes prados y lagos artificiales, al reunir zoológicos y crear invernaderos, al hacer caminos y entradas, y en haciendo todo lo que está en su poder para hacer del lugar un placentero terreno de placer y un encantador balneario ".

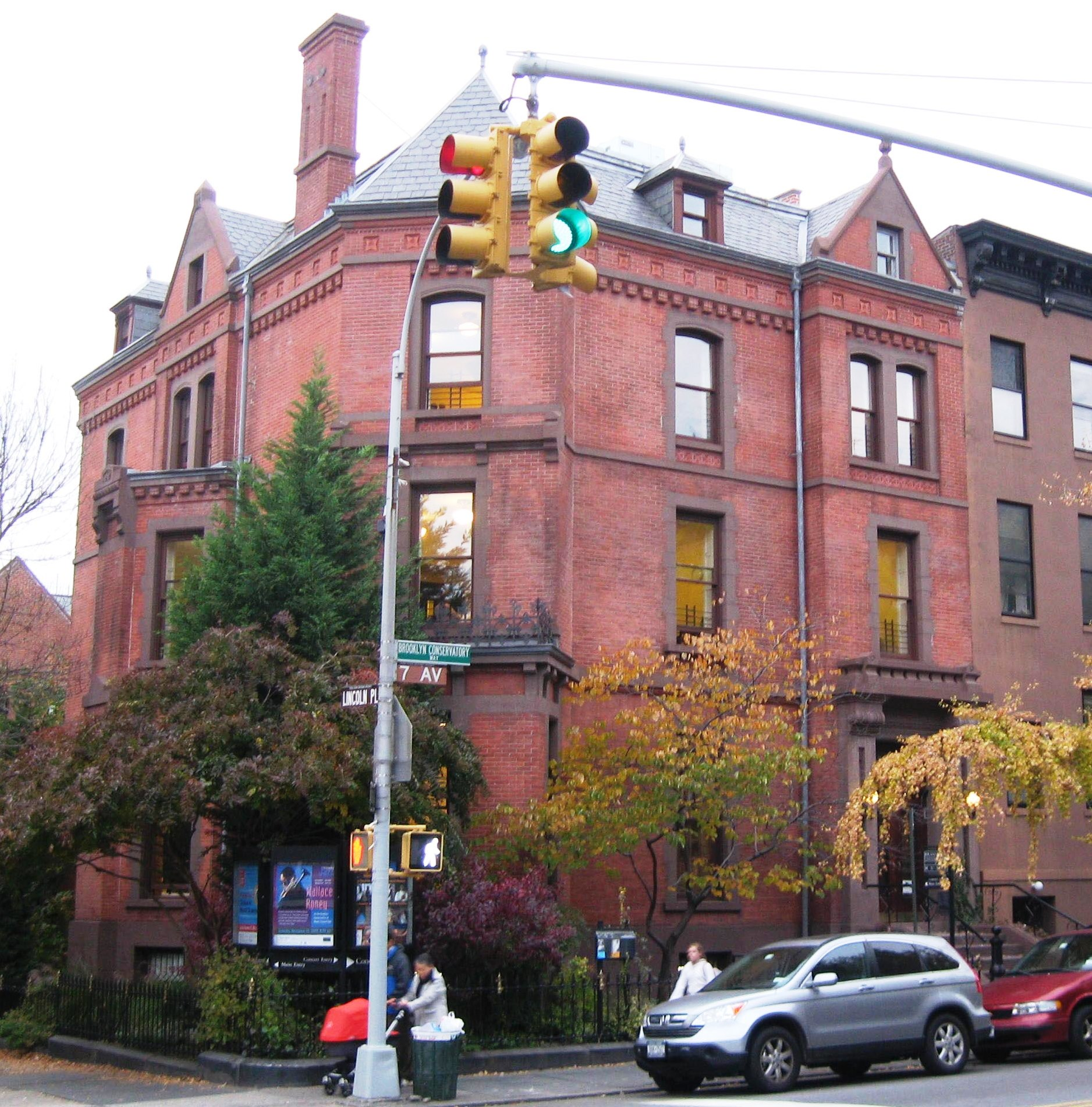
Conservatorio de Música de Brooklyn

El béisbol también había jugado un papel destacado en la historia del área de Park Slope. De 1879 a 1889, los Brooklyn Atlantics tocaron en Washington Park en la Quinta Avenida entre las calles 3 y 4. Cuando el parque fue destruido por un incendio, el equipo se trasladó a otros dos sitios. En 1898, se construyó el "Nuevo" Washington Park entre las Avenidas Tercera y Cuarta y entre las Calles Primera y Tercera cerca del canal Gowanus. El equipo, en este punto conocido como los Dodgers, jugó para una base de fanáticos en constante crecimiento en este lugar, y el propietario del equipo, Charles Ebbets, trasladó al equipo a su estadio Ebbets Field en Flatbush para el comienzo de la temporada 1913.

### sigloXXhasta la actualidad
Tras la subsunción de Brooklyn en la ciudad de Greater New York en 1898 y acelerando en la década de 1910, muchas familias ricas y de clase media alta huyeron a los suburbios, inicialmente a los barrios periféricos de Brooklyn y Queens (como Flatbush cercano) y de allí a lugares más distantes. en el condado de Westchester, el de Nassau y Nueva Jersey en medio de la adopción del automóvil. Manhattan ganó el dominio económico y cultural en la ciudad consolidada, ayudado por mejoras en el transporte como el metro, que trajo una población más heterogénea a Brooklyn. Las familias existentes se adaptaron al reubicarse en distritos exclusivos en los otros distritos, sobre todo en el Upper East Side. En consecuencia, Park Slope se convirtió gradualmente en un vecindario más de clase trabajadora en medio de la subdivisión del amplio parque de viviendas de la era victoriana en edificios de apartamentos y casas de huéspedes.
Los cambios socioeconómicos se desaceleraron por el desarrollo continuo de casas de apartamentos de lujo en Prospect Park West y Plaza Street junto con edificios de clase media en todo el vecindario. Solo una fracción del área, centrada en el distrito tradicional de Gold Coast y en bloques contiguos selectos, retuvo a residentes ricos y de clase media alta hasta la década de 1940. El 35 Prospect Park West, diseñado por Emery Roth, comercializado como un competidor de los lujosos edificios de apartamentos de la Quinta Avenida, Park Avenue y Central Park West, abrió justo antes de la Gran Depresión en 1929 y contenía una variedad de alojamientos de lujo (incluidos áticos, dúplex y dúplex) junto a "apartamentos sencillos". Si bien el edificio atrajo a residentes tan notables como el ejecutivo farmacéutico John L. Smith y siguió siendo una "sólida fortaleza de riqueza" durante décadas, finalmente no logró anclar un desarrollo comparable en el vecindario.
En la década de 1950, predominaban las poblaciones italoestadounidenses e irlandesas de clase trabajadora, aunque esto cambió en la década de 1970 cuando la población negra y latina de la zona aumentó y la población étnica blanca emprendió la fuga blanca de la posguerra. Sin embargo, el área que se extiende a ambos lados de las avenidas Flatbush y Washington entre Prospect Park y Atlantic Avenue comenzó a atraer a una población mayoritariamente afroamericana y antillana, similar a la vecina Crown Heights. Esta área se identificó cada vez más como el vecindario separado de Prospect Heights, un apodo que se había utilizado anteriormente para identificar áreas de Park Slope fuera de Gold Coast.
Algunos de los que se quedaron reaccionaron violentamente a los cambios étnicos en el barrio; por ejemplo, los residentes blancos de Park Slope intentaron prohibir a los afroamericanos participar en programas extracurriculares en la escuela secundaria William Alexander en 1966. Después de que esto fracasara, los adolescentes blancos participaron en ataques con bombas incendiarias contra hogares afroamericanos en la calle Cuarta.  En 1968, se produjo una pelea callejera entre bandas italoestadounidenses y afroestadounidenses en la Quinta Avenida y President Street, utilizando ladrillos y botellas como armas; a raíz de la pelea, catorce afroestadounidenses y tres italoestadounidenses fueron arrestados. 

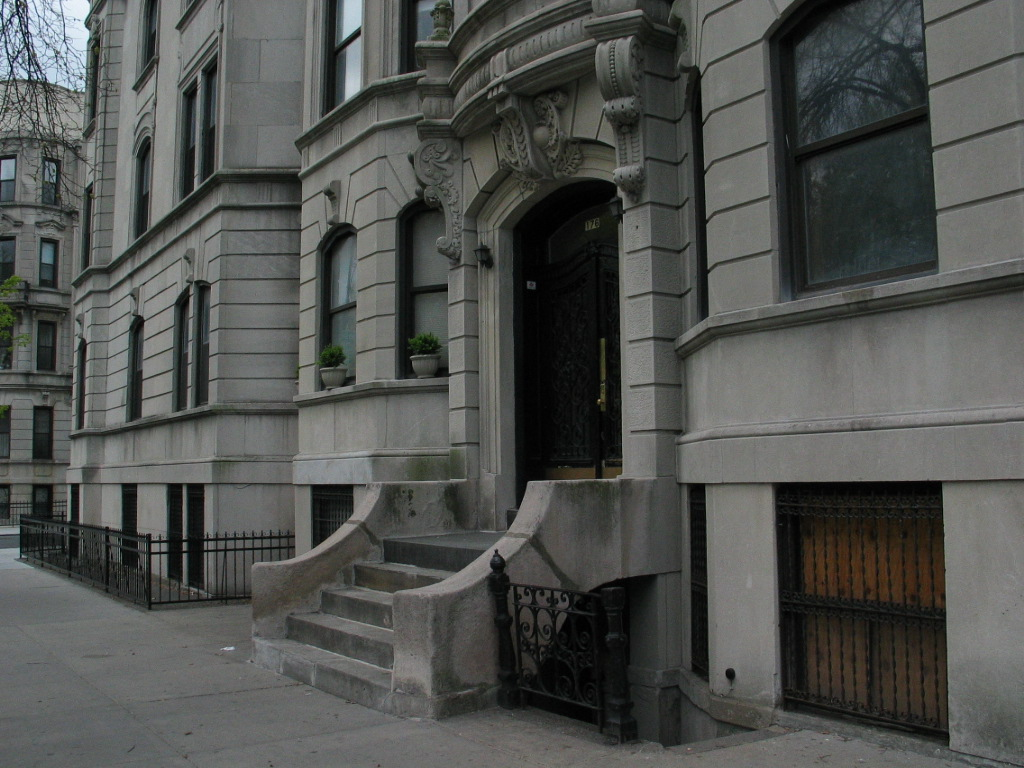
Los detalles arquitectónicos de uno de los edificios de Park Slope

El 16 de diciembre de 1960, dos aviones chocaron sobre Staten Island, matando a 134 personas en lo que fue el peor desastre de la aviación estadounidense en ese momento. Uno de los aviones, un Douglas DC-8 operado por United Airlines, pudo permanecer en el aire durante algunas millas antes de estrellarse cerca de la esquina de Sterling Place y la Séptima Avenida. Todos a bordo murieron instantáneamente, excepto un niño de 11 años, Stephen Baltz, que murió la noche siguiente en el Hospital Metodista de Nueva York. También murieron seis personas en tierra.
A fines de la década de 1960 y principios de la de 1970, la renovación de una casa de piedra rojiza de 4,8 millones de dólares a lo largo de Berkeley Place provocó una tendencia en la que el resto de las casas de piedra rojiza se limpiaron y la aspereza del vecindario comenzó a desaparecer. Los jóvenes profesionales comenzaron a comprar y renovar casas de piedra rojiza (que en ese momento solo costaban entre 15 000 dólares y 35 000 dólares), a menudo convirtiéndolas de casas de huéspedes en casas para una o dos familias. Los conservacionistas ayudaron a asegurar el estatus de hito para muchas de las cuadras del vecindario de casas históricas en hilera, piedra rojiza y estilos Queen Anne, neorrenacentistas y neorrománicas. Después de la creación en 1973 del Distrito Histórico, principalmente sobre la Séptima Avenida, la tasa de gentrificación se aceleró y, a lo largo de la década de 1970, el área vio una afluencia de parejas jóvenes profesionales.
Sin embargo, a principios de la década de 1980, incluso cuando la gentrificación del vecindario avanzaba rápidamente, la delincuencia se estaba disparando, junto con la delincuencia en el resto de Nueva York. Además de una supuesta casa de crack cerca de Prospect Park, el vecindario se vio afectado por asaltos y tiroteos diarios. La gentrificación se aceleró durante las décadas de 1980 y 1990 cuando las familias de clase trabajadora fueron generalmente reemplazadas por personas de clase media alta a las que se les excluyó de Manhattan o Brooklyn Heights. Después de décadas de precariedad socioeconómica, la afluencia de la clase media alta ha devuelto a Park Slope a su entorno de la Edad Dorada como uno de los vecindarios más ricos de Brooklyn y de la nación. La socióloga y teórica urbana Sharon Zukin ha escrito sobre la tendencia: "En Park Slope, la clase media encontró un sentido de la historia y una cualidad pintoresca que encajaba con su sentido de sí mismos". Desde mediados de la década de 1990, la gentrificación ha aumentado: un informe de 2001 de la Junta de Directrices de Rentas de la Ciudad de Nueva York encontró que de 1990 a 1999, los alquileres en Park Slope aumentaron entre un 3,5% y un 4,4% por año, dependiendo del tipo de edificio que fuera el apartamento. pulg.

## Uso del suelo
Park Slope contiene una variedad de distritos de zonificación, incluidos los de fabricación, comerciales, residenciales y de uso mixto. Gran parte del vecindario se compone de casas en hilera y edificios de apartamentos de seis a ocho pisos, aunque las avenidas Cuarta, Quinta y Séptima contienen estructuras residenciales con espacio comercial en las plantas bajas. La parte más occidental de Park Slope cerca del canal Gowanus es un distrito industrial ligero. La sección de la Séptima Avenida al sur de la Calle Novena está dividida principalmente en zonas para uso comercial de baja densidad.

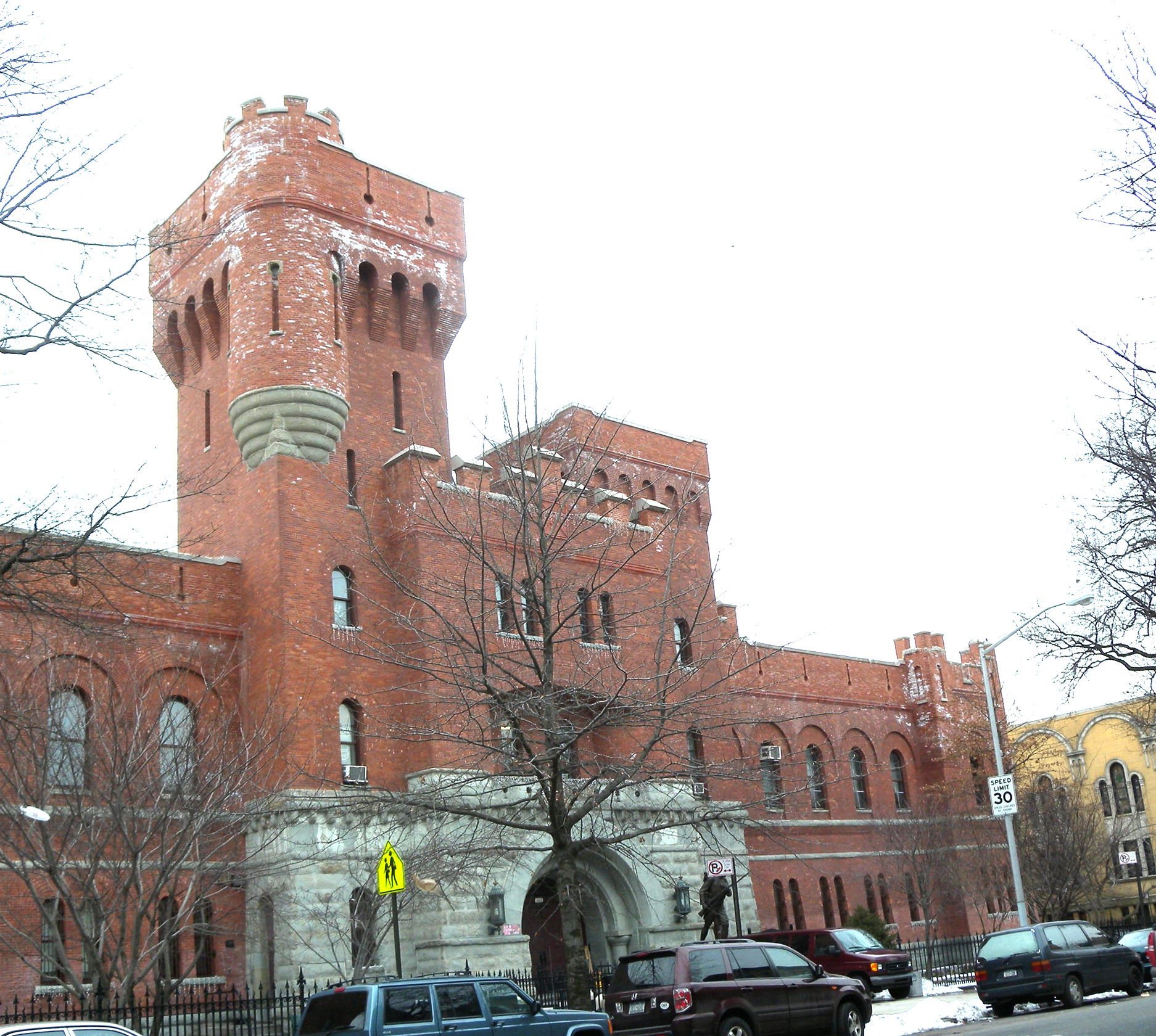
14th Brooklyn Armory en la calle 15

Gran parte de Park Slope se encuentra dentro del Distrito Histórico de Park Slope, que fue incluido en el Registro Nacional de Lugares Históricos en 1980. El Distrito Histórico también fue designado por la Comisión de Preservación de Monumentos Históricos de la ciudad en 1973; el distrito designado por la ciudad se amplió hacia el sur en 2012 y hacia el norte en 2016. Con 2575 edificios que se extienden sobre parte o la totalidad de alrededor de 40 manzanas, el Distrito Histórico es el barrio emblemático más grande de Nueva York.
- 14th Regiment Armory, una armería construida en 1891–95 y diseñada en el estilo victoriano[73][74]
- Litchfield Villa, una mansión de estilo italiano construida en 1854-1857 en una gran finca privada ahora ubicada en Prospect Park[75][76]
- Public Bath No. 7, una casa de baños construida entre 1906 y 1910 en el estilo de un palacio[77][78]
- Public School 39, construida en 1876-1877 en los estilos italiano y del Segundo Imperio[79][80]
- Casa de William B. Cronyn, construida en 1856 en el estilo del Segundo Imperio[81][82]

Además, la sucursal Park Slope de la Biblioteca Pública de Brooklyn, una biblioteca Carnegie construida en 1905-06, es un hito de la ciudad. La estación Fourth Avenue y la estación 15th Street – Prospect Park son puntos de referencia de NRHP que forman parte del sistema de metro de Nueva York Multiple Property Submission (MPS). The Old Stone House, una reconstrucción de 1930 de la casa Vechte-Cortelyou destruida en 1897, es otra lista de NRHP y está ubicada en Third Street entre las avenidas Cuarta y Quinta. El Grand Prospect Hall, un salón de banquetes incluido en la lista del NRHP en Prospect Avenue, fue construido en 1892.

## Transporte

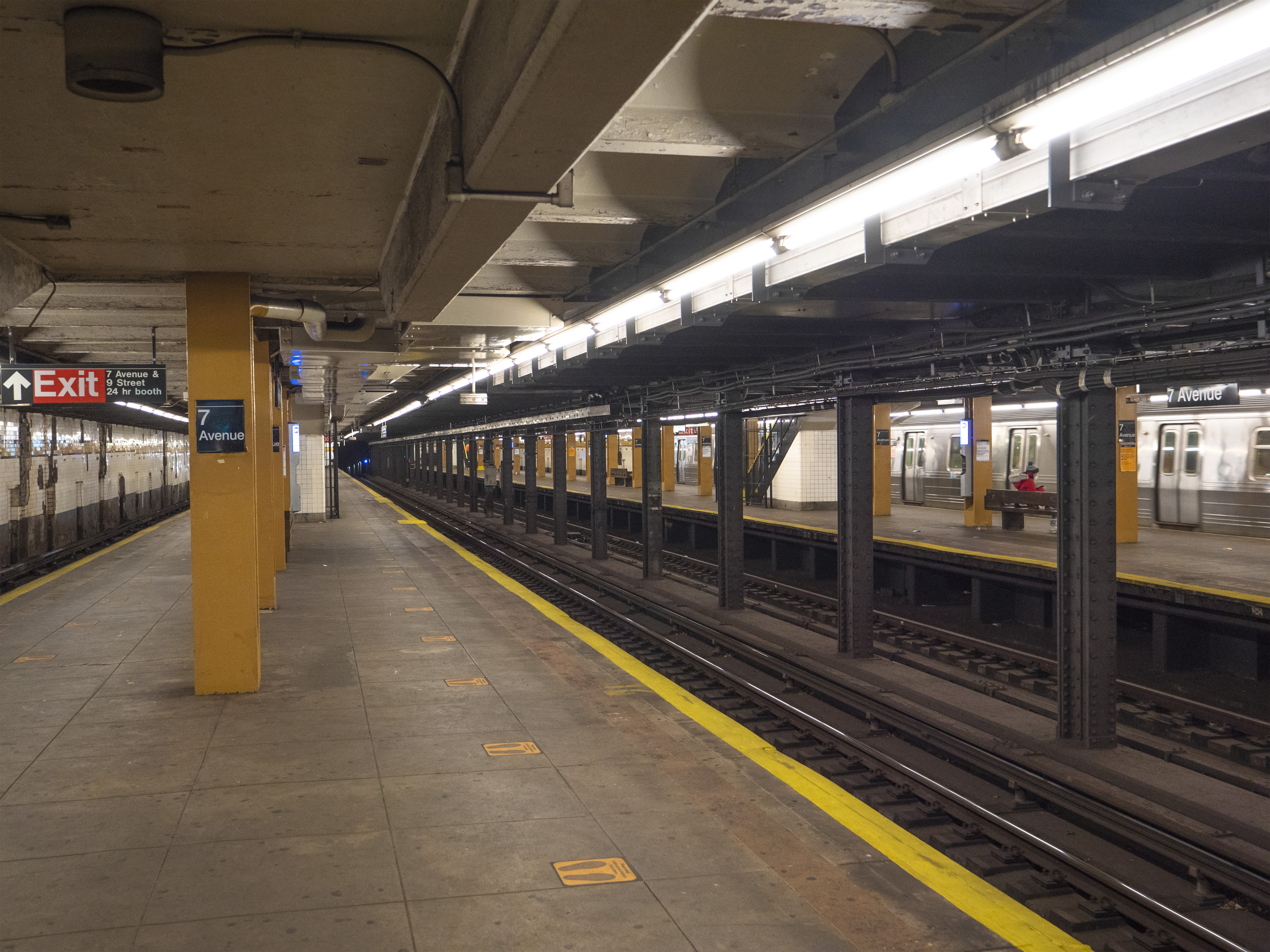
Estación Séptima Avenida de la línea Culver

El barrio está bien comunicado por el metro de Nueva York. La Línea Culver recorre Ninth Street, una de las principales calles comerciales, y se detiene en Calle 9, Séptima Avenida y Calle 15–Prospect Park / Prospect Park West. La Línea Eastern Parkway pasa por debajo de Flatbush Avenue con una parada exprés en Avenida Atlantic–Barclays Center, y paradas locales en Calle Bergen y Grand Army Plaza. Los trenes locales de la Línea de la Cuarta Avenida sirven a las Avenida Prospect, Calle 9 y Union Street, con todos los trens con paradas en Avenida Atlantic–Barclays Center, una estación exprés. La línea Brighton también pasa por el vecindario debajo de Flatbush Avenue y hace paradas en Avenida Atlantic–Barclays Center y Séptima Avenida. Las tres estaciones de Atlantic Avenue están conectadas entre sí.
Además, varias rutas de autobuses de MTA New York City Transit operan en el área, incluidas las B61, B63, B67 y B69.